# Llista d'especialitats 71 de la Nomenclatura de la UNESCO
Llista d'especialitats del camp 71 (Ètica) de la Nomenclatura de la UNESCO:
| Disciplina                 | Codi    | Especialitat                        |
| -------------------------- | ------- | ----------------------------------- |
| 7101 Ètica clàssica        |         |                                     |
| 7102 Ètica dels individus  | 7102.01 | Codis de valors                     |
| 7102 Ètica dels individus  | 7102.02 | Codis deontològics                  |
| 7102 Ètica dels individus  | 7102.03 | Motivació                           |
| 7102 Ètica dels individus  | 7102.04 | Ètica filosòfica                    |
| 7102 Ètica dels individus  | 7102.05 | Ètica religiosa (vegeu 5101.10)     |
| 7102 Ètica dels individus  | 7102.99 | Altres (especifiqueu)               |
| 7103 Ètica dels grups      | 7103.01 | Declaracions internacionals         |
| 7103 Ètica dels grups      | 7103.02 | Ètica nacional                      |
| 7103 Ètica dels grups      | 7103.03 | Ètica econòmica                     |
| 7103 Ètica dels grups      | 7103.04 | Ètica de la ciència (vegeu 6306.08) |
| 7103 Ètica dels grups      | 7103.05 | Ètica transnacional (vegeu 5901)    |
| 7103 Ètica dels grups      | 7103.99 | Altres (especifiqueu)               |
| 7104 Ètica prospectiva     |         |                                     |
| 7199 Altres (especifiqueu) |         |                                     |